# Heriberto Simmons
Heriberto Simmons (Buenos Aires, Argentina, 1890-ibídem, 1950) fue un futbolista argentino.

## Clubes
| Club        | País      | Año         |
| ----------- | --------- | ----------- |
| River Plate | Argentina | 1913 - 1923 |

## Palmarés

### Campeonatos nacionales
| Título              | Club        | Sede      | Año  |
| ------------------- | ----------- | --------- | ---- |
| Copa de Competencia | River Plate | Argentina | 1914 |
| Tie Competition     | River Plate | Argentina | 1914 |
| Primera División    | River Plate | Argentina | 1920 |